# Jakob Julius David
Jakob Julius David (n. 6 februarie 1859, Hranice, regiunea Olomouc, Cehia – d. 20 noiembrie 1906, Viena, Austro-Ungaria) a fost un jurnalist și scriitor austriac.

## Biografie
Jakob Julius David a fost fiul unui bogat arendaș evreu vorbitor de limbă germană din Moravia. Familia s-a mutat curând la Fulnek, unde a murit tatăl lui. David a învățat la liceele din Kremsier și Troppau. Aici s-a îmbolnăvit în 1873 de tifos, ceea ce i-a redus mult acuitatea vizuală. În plus, a început să audă tot mai greu. Cu toate acestea, el a început să studieze limba germană și istoria la Viena în 1877 și a participat activ la viața studențească din capitala Austriei.
Din moment ce i s-a refuzat profesia de cadru didactic din cauza handicapului său, el a lucrat mai întâi ca profesor particular și apoi ca ziarist. Jakob Julius David a fost redactor și jurnalist, printre altele, la Wiener Mode, Zeit, Montagsrevue, Wiener Allgemeine Zeitung, Neue Wiener Journal și Wiener Zeitung. În plus, el a fost un scriitor independent.
În anul 1889 a susținut teza de doctorat în filosofie. El s-a convertit de la iudaism la catolicism, dar acest gest nu a avut o prea mare importanță, deoarece el a continuat să se afle într-o legătură strânsă cu personalitățile evreiești ale vremii și a scris în publicații evreiești, precum Österreichische Wochenschrift, articole filosemite. În 1891 David s-a căsătorit cu Juliana Ostruska, cu care a avut o fiică. În 1899 a efectuat o excursie prelungită în Italia. Jakob Julius David s-a alăturat Lojei Masonice Zukunft, scriind articole în revista acesteia, Zirkel. În 1905 a fost diagnosticat cu cancer la plămâni și a murit la Viena în 1906, la vârsta de 47 de ani. Este îngropat în Cimitirul Central din Viena (grupa 0, rândul 1, numărul 52) într-un mormânt de onoare.

## Creația literară

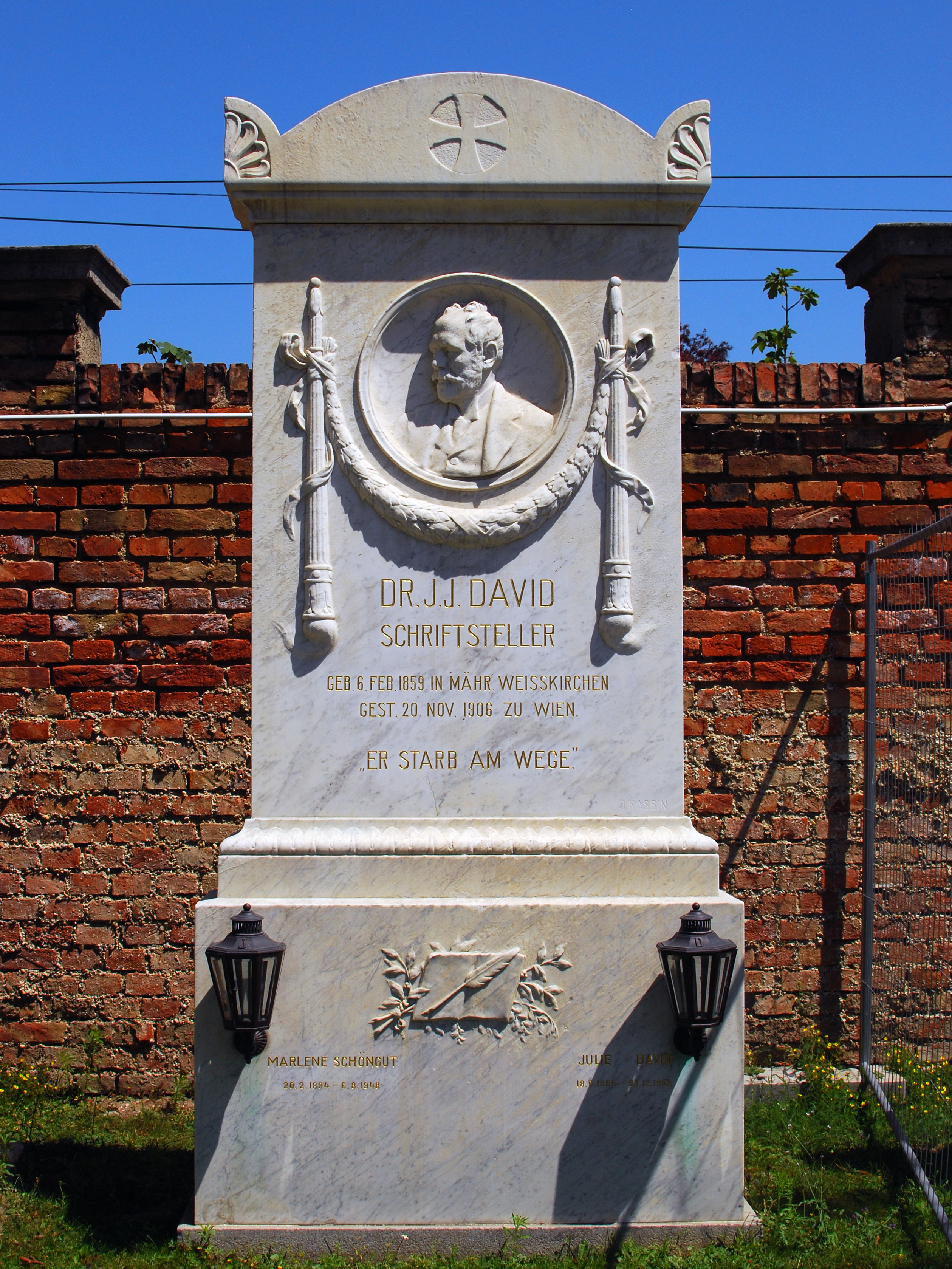
Mormântul lui Jakob David

Opera sa literară include poezii, romane, povestiri și drame, iar cele mai bune și mai durabile lucrări sunt, fără îndoială, povestirile. În lucrările sale timpurii se reflectă influența lui Conrad Ferdinand Meyer. Acțiunea multora dintre romanele și povestirile sale se petrece pe teritoriul Moraviei sau în mediul mic-burghez de la Viena. Stilistic, Jakob Julius David este evaluat în moduri foarte diferite; deși lucrările sale sunt asociate, pe de o parte, cu naturalismul, el este considerat, pe de altă parte, ca reprezentant al decadenței literare. Alții, în schimb, îl asociază realismului literar austriac. Deși autorul, pe de o parte, face parte mai degrabă dintre scriitorii destul de puțin cunoscuți ai Austriei, povestirile sale au fost republicate în mod repetat în ultimii 20 de ani.

## Lucrări
- Gesammelte Werke in sieben Bänden, München și Leipzig, 1908–1909

### Poezii
- Gedichte, Dresda, 1892

### Romane
- Das Blut, Dresda, f.a.
- Am Wege sterben, Berlin, 1900
- Der Übergang, Berlin, 1903

### Povestiri
- Das Höfe-Recht, Dresda, 1890
- Die Wiedergeborenen, Dresda și Leipzig, 1891
- Probleme, Dresda și Leipzig, 1892
- Frühschein. Geschichten vom Ausgang des großen Krieges, Leipzig, 1896
- Vier Geschichten, Leipzig și Berlin, 1897
- Die Troika, Erzählungen. Leipzig și Berlin, 1901
- Die Hanna, povestiri din Moravia, Berlin și Leipzig, 1904
- Halluzinationen, în Neue Deutsche Rundschau XVII, 1906
- Wunderliche Heilige, Viena, 1906

### Piese de teatru
- Hagars Sohn, Viena, 1891
- Ein Regentag, Leipzig, 1896
- Neigung, Leipzig, 1898
- Der getreue Eckardt, Leipzig, 1902

### Eseuri
- Mitterwurzer, Berlin, 1905
- Vom Schaffen, Jena, 1906
- Essays, München, 1909

## Premii
- Premiul Schwestern-Fröhlich-Stiftung
- 1897: Premiul Bauernfeld
- Mormânt de onoare în Cimitirul Central din Viena, de către Josef Kassin, cu inscripția: Er starb am Wege („A murit pe drum”).